# ديفيد بيربيتويني
ديفيد بيربيتويني (بالإنجليزية: David Perpetuini)‏ هو لاعب كرة قدم بريطاني في مركز الدفاع، ولد في 26 سبتمبر 1979 في هيتشن في المملكة المتحدة. لعب مع روشدين ودايموندز وستيفيناغ بوروه ونادي غيلينغهام ونادي كيترينغ تاون ونادي واتفورد ونادي والسول وويكمب وندررز.

## وصلات خارجية
- ديفيد بيربيتويني على موقع قاعدة بيانات كرة القدم.إي يو (الإنجليزية)
- ديفيد بيربيتويني على موقع Soccerbase.com (لاعب) (الإنجليزية)
- ديفيد بيربيتويني على موقع عالم كرة القدم.نت (الإنجليزية)